# Dites-nous comment survivre à notre folie
Dites-nous comment survivre à notre folie (われらの狂気を生き延びる道を教えよ, Warera no kyōki wo ikinobiru michi wo oshieyo) est un recueil de nouvelles de 1977 de l'écrivain japonais Kenzaburō Ōe.
L'œuvre est éditée chez Gallimard dans la collection Folio, préfacée par John Nathan et traduite du japonais en français par Marc Mécréant.

## Liste des nouvelles
- Gibier d'élevage
- Dites-nous comment survivre à notre folie
- Agwîî le monstre des nuages
- Le jour où Il daignera Lui-même essuyer mes larmes